# Roger Guenveur Smith
Roger Guenveur Smith (Berkeley, 27 luglio 1955) è un attore e regista statunitense.

## Biografia
Trasferitosi a Los Angeles, ha studiato alla Yale Drama School. Sposato con Carolina, ha un figlio. Smith ha cominciato a recitare in una scuola privata, leggendo le prime quindici pagine del lavoro Le avventure di Tom Sawyer di Mark Twain per una gara di discorso, continuando in seguito alle scuole superiori e al college. Smith ha studiato all'Occidental College di Los Angeles, e alla Yale University di New Haven, dove ha ottenuto il dottorato in American Studies. Venne ammesso dopo aver fatto una audizione per la Yale's Drama School. Tra i suoi compagni di studi vi erano Angela Bassett e John Turturro.
Ha partecipato in diversi film e ha doppiato Bao-Dur, un personaggio visto nel videogioco Star Wars: Knights of the Old Republic II: The Sith Lords. Smith ha ricevuto un Obie-Award per la sua performance in A Huey P. Newton Story e ha collaborato con Spike Lee in diversi lavori. È apparso in film come Aule turbolente, Fa' la cosa giusta, Malcolm X, Bus in viaggio, He Got Game, e S.O.S. Summer of Sam - Panico a New York. Durante gli anni 90 gli è stato assegnato un ruolo fisso in Tutti al college, uno spinoff de I Robinson. In aggiunta alle sue performance Smith continua a lavorare su film indipendenti.

## Filmografia parziale

### Attore

#### Cinema
- Aule turbolente (School Daze), regia di Spike Lee (1988)
- Fa' la cosa giusta (Do the Right Thing), regia di Spike Lee (1989)
- King of New York, regia di Abel Ferrara (1990)
- Malcolm X, regia di Spike Lee (1992)
- Tales from the Hood, regia di Rusty Cundieff (1995)
- Bus in viaggio (Get on the Bus), regia di Spike Lee (1996)
- S.O.S. Summer of Sam - Panico a New York (Summer of Sam), regia di Spike Lee (1999)
- Final Destination, regia di James Wong (2000)
- A Huey P. Newton Story, regia di Spike Lee (2001) - documentario
- Mercenary for Justice, regia di Don E. FauntLeRoy (2006)
- American Gangster, regia di Ridley Scott (2007)
- The Son of No One, regia di Dito Montiel (2011)
- Empire State, regia di Dito Montiel (2013)
- Dope - Follia e riscatto (Dope), regia di Rick Famuyiwa (2015)
- The Birth of a Nation - Il risveglio di un popolo (The Birth of a Nation), regia di Nate Parker (2016)
- The Clapper, regia di Dito Montiel (2017)
- Rodney King, regia Spike Lee (2017)

#### Televisione
- Oz - serie TV, 2 episodi (1997)

### Sceneggiatore
- A Huey P. Newton Story, regia di Spike Lee (2001) - documentario

## Doppiatori italiani
Nelle versioni in italiano delle opere in cui ha recitato, Roger Guenveur Smith è stato doppiato da:
- Enrico Di Troia ne La baia di Eva, Final Destination
- Angelo Maggi in He got game, Fighting
- Enzo Garinei in Fà la cosa giusta
- Pasquale Anselmo in King of New York
- Oliviero Dinelli in S.O.S. Summer of Sam - Panico a New York
- Simone Mori in Shade - Carta vincente
- Massimo Lodolo in Mercenary for Justice
- Stefano Mondini in The Take - Falso indiziato
- Andrea Ward in American Gangster
- Gerolamo Alchieri in The Birth of a Nation - Il risveglio di un popolo
- Roberto Pedicini in All Rise